# Coproporfirinogeno I
Il coproporfirinogeno I è un tetrapirrolo che si accumula nella porfiria acuta intermittente.